# Serra Amarela
Serra Amarela (pol. Góry Żółte) – masyw górski znajdujący się na Półwyspie Iberyjskim, w północnej Portugalii, na pograniczu z hiszpańską Galicią, na obszarach gmin Ponte da Barca i Terras de Bouro. Najwyższy szczyt Louriça sięga 1362 m n.p.m. Stanowi część systemu górskiego Peneda–Gerês. Częściowo objęty jest Parkiem Narodowym Peneda-Gerês.